# 狭叶桂樱
狭叶桂樱（学名：Laurocerasus zippeliana f. angustifolia）为蔷薇科桂樱属大叶桂樱下的一个变型。分布于中国大陆的云南、四川等地，生长于海拔1,000米至1,800米的地区，见于山地混交林下，目前尚未由人工引种栽培。

## 扩展阅读
- 維基物種上的相關：狭叶桂樱